# Euphthiracarus modicus
Euphthiracarus modicus är en kvalsterart som beskrevs av Wojciech Niedbała 2004. Euphthiracarus modicus ingår i släktet Euphthiracarus och familjen Euphthiracaridae. Inga underarter finns listade i Catalogue of Life.